# Paulus Buys
Paulus Buys, né en 1531 à Amersfoort dans la province d'Utrechtet et mort le 4 mai 1594 à IJsselstein, est un patriote néerlandais, principal homme d'État de la province de Hollande de 1572 à 1585.

## Biographie
Paulus Buys naît en 1531 à Amersfoort.
Il devient pensionnaire de Leyde en 1561 et avocat de la province de Hollande en 1572. En contact étroit avec le prince d'Orange en exil, Guillaume le Taciturne, il prépare, avec d'autres, le soulèvement de la majeure partie de la province en 1572 et notamment l'adhésion de Leyde à la cause des rebelles. En 1573, il devient membre du conseil des neuf qui assiste Guillaume, mais ses efforts pour le faire comte de Hollande et de Zélande sont interrompus par l'assassinat du prince (1584). Après cela, il démissionne (1585), en partie pour protester contre la politique temporairement en vigueur consistant à demander de l'aide à la France, et se retire dans sa province natale d'Utrecht. Ayant toujours prôné une alliance anglaise, il est l'un des négociateurs du traité de Westminster avec Élisabeth Ire (20 août 1585). Membre du conseil d'État sous le gouvernorat du comte de Leicester, il entre rapidement en conflit avec ce dernier, principalement parce qu'il favorise les calvinistes démocrates et s'aliène les aristocraties urbaines libérales. Avec la complicité de Leicester, il est arrêté par les démocrates d'Utrecht en juillet 1586 et retenu prisonnier pendant six mois. Il meurt à IJsselstein le 4 mai 1594.